# Couvent des Cordeliers d'Auch
Pour les articles homonymes, voir Couvent des Cordeliers.
Le couvent des Cordeliers d'Auch est un ancien couvent situé dans la ville d'Auch, dans l'Occitanie dans le Gers.

## Histoire
Les restes du cloître sont classés au titre des monuments historiques par arrêté du 24 novembre 1923. La salle capitulaire est inscrite au titre des monuments historiques par arrêté du 13 avril 1933.
Il fut construit au XIVe siècle. De cet édifice, il ne reste que dix-huit travées adossées au mur nord de l'ancienne église. 

## Description
Les chapiteaux sont moulurés mais ne possèdent pas de sculptures, ils soutiennent les colonnes en marbre qui ont été, pour la plupart, enlevées et dispersées dans la ville. Les arcatures ont un motif ornemental en trilobe.